# ボリス・マミリン
ボリス・アレクサンドロヴィチ・マミリン（露: Борис Александрович Мамырин ボリース・アレクサーンドロヴィチ・マムィリン、ロシア語ラテン翻字: Boris Aleksandrovich Mamyrin, 1919年 - 2007年3月5日）は、リフレクトロンと呼ばれる電気イオンミラーを用いた質量分析器の発明で最もよく知られる
ロシア人科学者である。

## 経歴
マミリンは1919年にロシア・ソビエト連邦社会主義共和国のリペツクに生まれた。両親はいずれも医師で、彼自身も最初の目標は両親と同じ道を歩むことだった。
しかし、彼はレニングラード工科大学で物理学の修士号を取得すると、第二次世界大戦の開始から戦争終結までを通して、1948年まで陸軍に所属したため、研究を停止せざるを得なくなった。彼はその後大学に復帰すると一年で博士号を取得した。
彼は、ロシア科学アカデミーのヨッフェ物理学技術研究所で質量分析研究所の所長とleading research scientistとなった。また、ロシア科学アカデミーの客員で、ロシア自然科学アカデミーの正会員でもあった。